# 마피아섬 해상공원
마피아섬 해상공원(영어: Mafia Island Marine Park)은 탄자니아의 해상공원 겸 보호구역으로, 잔지바르섬 동남쪽 인도양에 위치해 있다.